# Quiruelas de Vidriales
Quiruelas de Vidriales es un municipio y localidad de España, en la provincia de Zamora, comunidad autónoma de Castilla y León. Se encuentra al norte de la comarca de Benavente y los Valles. Tiene una superficie de 28,05 km² y se encuentra a una altitud de 720 m.
Los núcleos de población de Quiruelas son Colinas de Transmonte y el propio municipio.
Se caracteriza por el gran número de bodegas excavadas en la tierra arcillosa y sus viñas de las que manan el vino. Su patrona es la Virgen Nuestra Señora de la Asunción y celebran las fiestas de Bendición de Campos el 6 de mayo, La Novena el 24 de mayo y La Asunción el 15 de agosto.

## Topónimo
La palabra quiruela o quiruelo se asocia en Zamora a un tipo de brezo de flor rosada y pequeño porte, muy apreciado por las abejas. Es un término muy frecuente en otras comarcas como Alba, Aliste, Sanabria y Carballeda. Está emparentado con el gallego queiroa o queiruga.

## Geografía
Integrado  en la comarca de Benavente y Los Valles, se sitúa a 69 kilómetros de la capital provincial. El término municipal está atravesado por la autovía A-52 y por la carretera nacional N-525 entre los pK 12 y 17. El relieve del territorio está definido por la presencia del arroyo de la Almocera, el valle del río Tera al suroeste y las pequeñas elevaciones al noreste que alcanzan los 790 metros de altitud. La altitud oscila entre los 790 metros y los 700 metros, alzándose el pueblo a 711 metros sobre el nivel del mar.
| Noroeste: Brime de Urz y Quintanilla de Urz | Norte: Morales del Rey | Noreste: Manganeses de la Polvorosa  |
| Oeste: Santibáñez de Tera                   |                        | Este: Santa Cristina de la Polvorosa |
| Suroeste: Micereces de Tera                 | Sur: Micereces de Tera | Sureste: Villanázar                  |

## Historia
En la Edad Media, el territorio en el que se asienta Quiruelas de Vidriales quedó integrado en el Reino de León, cuyos monarcas habrían emprendido la fundación del pueblo.
Posteriormente, en la Edad Moderna, Quiruelas fue una de las localidades que se integraron en la provincia de las Tierras del conde de Benavente y dentro de esta en la Merindad de Vidriales y la receptoría de Benavente.
No obstante, al reestructurarse las provincias y crearse las actuales en 1833, Quiruelas de Vidriales pasó a formar parte de la provincia de Zamora, dentro de la Región Leonesa, quedando integrada en 1834 en el partido judicial de Benavente.

## Geografía humana

### Demografía
Cuenta con una población de 635 habitantes (INE 2024).
| Gráfica de evolución demográfica de Quiruelas de Vidriales entre 1842 y 2021 |
| |
| Población de derecho según los censos de población del INE Población de hecho según los censos de población del INEEntre el censo de 1981 y el anterior, crece el término del municipio porque incorpora a 49051 (Colinas de Trasmonte) |

El declive demográfico del municipio comienza a ser importante a finales de los años 90, cuándo con la inauguración de la autovía de las Rías Bajas (A52), la mayoría del tráfico rodado comienza a ir por esa vía dejando a la N-525 como una vía secundaria en las rutas hacia Galicia. La N-525 era una de las dinamizadoras económicas del municipio ya que gracias a ella se mantenían muchos negocios, desde la gasolinera de Colinas, pasando por bares, tiendas de comestibles y otras empresas. Con la decadencia de dicha carretera comienza también la decadencia del municipio, que se suma a la tendencia regresiva general del mundo rural de las últimas décadas.

## Símbolos
El escudo y bandera municipales fueron aprobados oficialmente el 31 de octubre de 2002 y sus descripciones son las siguientes:

«Escudo partido y entado en punta. 1.º de sinople haz de tres espigas de oro. 2.º de oro racimo de uvas de sinople. En punta ondas de plata y azur. Al timbre Corona Real cerrada.»

«Bandera rectangular, de proporciones 2:3, formada por dos triángulos que forma la diagonal del ángulo inferior del asta al superior del batiente, siendo el del asta verde con círculo amarillo y amarillo con círculo verde el del batiente.»

## Cultura

### Tradiciones
Los Quintos. Cada 31 de octubre, los jóvenes que cumplen los 18 años de edad celebran el día de Los Quintos reuniéndose en la bodega para cenar y salir después a hacer pintadas con los zumbos de los bueyes. 
Tortillero y Tortillín. Tortillín se celebra el Domingo de Ramos y Tortillero el domingo anterior a este. La tradición consiste en celebrar los dos días con amigos y familiares en bodegas comiendo una tortilla, siempre acompañada de una buena parrillada y un buen vino. 

### Gastronomía
La mesa de Quiruelas de Vidriales se caracteriza por su variedad y sabor, es una gastronomía que destaca por su elaboración tradicional de las piezas de caza. Los Pichones a la rápida o las perdices, palomas, codornices y liebres son cocinadas las recetas transmitidas de generación en generación. 
Pero las truchas también tienen su protagonismo. Son pescadas en el Tera, uno de los ríos con mayor fama en las provincia de Zamora. Los pimientos y el queso de oveja son el acompañamiento perfecto y el postre es la tarta del Císter, elaborada con almendras, o la tarta capuchina.
Bajo la mención Vino de la Tierra, los Valles de Benavente dan un vino de aguja, rosado, afrutado y suave, elaborado con diversas variedades de uva, destacando la tempranillo, la mencía y, en especial, la prieto picudo. La región vinícola más extensa de la provincia también ofrece tintos suaves y vinos blancos de malvasía y verdejo. 

### Caza y pesca
Quiruelas es una de las treinta localidades que integra la reciente Sociedad Deportiva Comarcal Los Valles. Se centra en la caza y la pesca y tiene 1800 socios propietarios de 40 000 hectáreas de terrenos cinegéticos. 
Ofrece un turismo cinegético a otras comunidades autónomas como Asturias, Galicia, País Vasco, Madrid, etc. centrado en la caza menor aunque en los últimos años se han organizado monterías de jabalí y zorro con excelentes resultados en capturas.
La comarca en la que se encuentra Quiruelas de Vidriales está delimitada por grandes ríos e infinidad de riachuelos en los que se puede practicar la pesca. Pueden capturarse especies como la trucha, el lucio, la tenca, la carpa o el black-bass. 